# Edwin Marian

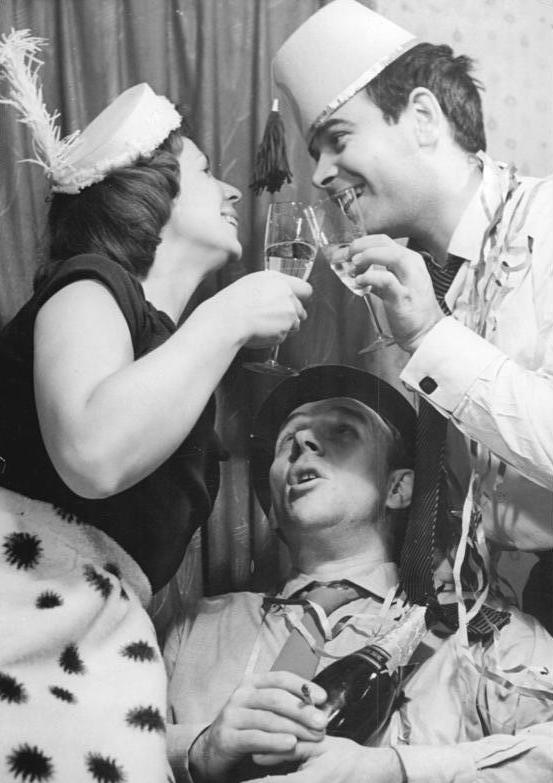
Edwin Marian (rechts, 1957)

Edwin Marian, eigentlich Marian Kmieczak (* 14. Juni 1928 in Łódź, Polen; † 15. November 2018 in München) war ein deutscher Schauspieler,  Regisseur, Autor, Schauspieler und Hörspielsprecher.

## Leben
Marian wuchs in Łódź auf und besuchte dort die Volksschule. Er wurde noch als Schüler 1945 zum Reichsarbeitsdienst eingezogen und befand sich zum Zeitpunkt des Kriegsendes in Oberbayern. Er ließ sich in Bad Kösen nieder und nahm Gelegenheitsarbeiten an, unter anderem war er als Dolmetscher für Russisch tätig. Im Jahr 1946 begann er eine Ausbildung am Deutschen Theater-Institut Weimar, die er 1950 beendete. Im gleichen Jahr gab er am Staatstheater Leipzig sein Bühnendebüt, wurde 1952 Teil des Berliner Ensembles unter Bertolt Brecht und gehörte schließlich bis 1980 der Volksbühne Berlin an, wo er unter anderem mit Armin Mueller-Stahl zusammenarbeitete.
Bereits 1950 hatte Marian sein Leinwanddebüt im DEFA-Film Jacke wie Hose gegeben. Es folgten zahlreiche Auftritte in Film und Fernsehen. Zudem verfasste er ab 1970 auch mehrere Drehbücher für Fernsehfilme. Ende der 1970er-Jahre häuften sich Marians Konflikte mit dem Regime der DDR, so wurden Filme Marians aus politischen Gründen nicht mehr aufgeführt oder von der Zensur verboten.
Im Jahr 1980 kehrte Marian von einer Gastspielreise in die Bundesrepublik nicht mehr in die DDR zurück. In der Bundesrepublik war er in der Folge in zahlreichen Fernsehfilmen und -serien, darunter Derrick und Der Alte, zu sehen. Zudem spielte er erneut Theater und trat unter anderem 1983 als Domingo in  Don Carlos bei den Bad Hersfelder Festspielen, und an den Städtischen Bühnen Bonn auf. Hier war er unter anderem als Johann Wolfgang von Goethe in Martin Walsers In Goethes Hand zu sehen, wobei er mit Peter Eschberg zudem die Regie übernahm. Am Ernst-Deutsch-Theater inszenierte Marian zudem 1985 Jean Anouilhs Eurydike. Erst 1990 war Marian erneut in einem DFF-Film zu sehen: Er übernahm eine Rolle im Film Das Trio. Nach der Wende wurde Marian in Fernsehserien und Filmen besetzt; sein letzter Film war 2001 Der Solist – Niemandsland. Seither widmete er sich verstärkt dem Hörspiel.
Marian war geschieden. Der Ehe entstammen zwei Töchter, darunter die Schauspielerin Michèle Marian.

## Filmografie
- 1953: Jacke wie Hose
- 1953: Das kleine und das große Glück
- 1954: Carola Lamberti – Eine vom Zirkus
- 1956: Mich dürstet
- 1957: Ein Mädchen von 16 ½
- 1959: Reportage 57
- 1960: Fünf Patronenhülsen
- 1963: Der Boxer und der Tod (Boxer a smrť)
- 1964: Viel Lärm um nichts
- 1964: Mir nach, Canaillen!
- 1964: Blaulicht (TV-Serie, Folge 22)
- 1965: Wolf unter Wölfen (TV-Serie, vier Folgen)
- 1966: Pitaval des Kaiserreiches: Der Prozeß gegen die Gräfin Kwilecki (Fernsehreihe)
- 1966/2009: Hände hoch oder ich schieße
- 1967: Ein Lord am Alexanderplatz
- 1967: Brennende Ruhr (TV)
- 1967: Die gefrorenen Blitze
- 1967: Die Fahne von Kriwoj Rog
- 1968: Die Dominas Bande
- 1969: Mit mir nicht, Madam!
- 1969: Rendezvous mit unbekannt, TV-Serie, Episode: M wie Mauser.
- 1970: Meine Stunde Null
- 1971: Der Sonne Glut (TV)
- 1972: Anfang am Ende der Welt (TV)
- 1973: Das Licht der Schwarzen Kerze (Fernsehfilm)
- 1973: Wenn die Tauben steigen (TV)
- 1974: Kriminalfälle ohne Beispiel, Folge: Nach Abpfiff Mord (TV-Serie)
- 1974: Visa für Ocantros (TV)
- 1975: Unser Schmutzmoritz
- 1975: Jakob der Lügner
- 1975: Polizeiruf 110: Ein Fall ohne Zeugen (TV-Reihe)
- 1976: Liebesfallen
- 1976: Nelken in Aspik
- 1977: Trampen nach Norden
- 1977: El Cantor (TV)
- 1979: Alaska-Kids großer Coup (TV)
- 1979: Die lange Straße, Folge: Millionenmichel (TV-Serie)
- 1979: Menschenfreunde (TV)
- 1980: Der Baulöwe
- 1981: Derrick, Folge: Tod eines Italieners (TV-Serie)
- 1981: Wie würden Sie entscheiden, Folge: Der lachende Erbe (TV-Serie)
- 1982: Der Androjäger (TV-Serie, eine Folge)
- 1982: Besuch von drüben (TV)
- 1982: Rächer, Retter und Rapiere (TV-Serie, zwei Folgen)
- 1982: Derrick, Folge: Der Mann aus Kiel (TV-Serie)
- 1982–1989: Der Alte (TV-Serie, vier Folgen)
- 1983: Heimat, die ich meine (TV)
- 1983: Der Kunstfehler (TV)
- 1984: Der Sohn des Bullen
- 1985: Levin und Gutman, Folge: Die Sprüche der Väter (TV-Serie)
- 1985: Joan Lui (Joan Lui ‒ Ma un giorno nel paese arrivo io di lunedì)
- 1985: Derrick, Folge: Der Mann aus Antibes (TV-Serie)
- 1987: Hans im Glück (TV-Serie)
- 1988: Der Fahnder, Folge: Im Zwielicht (TV-Serie)
- 1988: Die Gunst der Sterne (TV)
- 1988: Liebling Kreuzberg, Folge: Die Fehler der anderen (TV-Serie)
- 1988: Der Fahnder, Folge: Intriganten (TV-Serie)
- 1989: Molle mit Korn (TV-Serie, 2 Folgen)
- 1989: Forsthaus Falkenau (TV-Serie, elf Folgen)
- 1990: Das Trio (TV)
- 1991: Fremde, liebe Fremde (TV)
- 1991: Ein Fall für zwei, Folge: Eiskalt (TV-Serie)
- 1991: Ein Heim für Tiere, Folge: Ein Rabe in Trauer (TV-Serie)
- 1992: Felix und 2x Kuckuck (TV-Serie)
- 1992: Rotlicht (TV)
- 1993: Derrick, Folge: Die Lebensgefährtin (TV-Serie)
- 1993: Barmherzige Schwestern
- 1994: Cornelius hilft (TV-Serie)
- 1994: Tödliches Erbe (TV)
- 1994: Im Namen des Gesetzes, Folge: Kalaschnikow frei Haus (TV-Serie)
- 1995: Tatort: Mordauftrag (Fernsehreihe)
- 1995: Mobbing: Die lieben Kollegen (TV)
- 1996: Blinde Augen klagen an (TV)
- 1997: Sexy Lissy (TV)
- 1998: Blutiger Ernst (TV)
- 1999: E-M@il an Gott (TV)
- 2000: Dr. Stefan Frank – Der Arzt, dem die Frauen vertrauen – Geschwisterliebe
- 2001: Der Solist – Niemandsland (TV)

## Theater
- 1954: Wassili Schwarkin: Ein fremdes Kind (Zahntechniker) – Regie: Robert Trösch (Volksbühne Berlin)
- 1956: Wsewolod Wischnewski: Die erste Reiterarmee (Kosak) – Regie: Kurt Jung-Alsen (Volksbühne Berlin)
- 1956: William Shakespeare: Ein Sommernachtstraum (Oberon) – Regie: Fritz Wisten (Volksbühne Berlin)
- 1957: William Shakespeare: König Lear (Narr) – Regie: Wolfgang Langhoff (Deutsches Theater Berlin)
- 1959: Herbert Keller: Begegnung 1957 – Regie: Hagen Mueller-Stahl (Volksbühne Berlin – Theater im 3. Stock)
- 1960: Lajos Mesterházi: Menschen von Budapest – Regie: Fritz Wisten (Volksbühne Berlin)
- 1960: Carl Sternheim: Der Kandidat (Redakteur Bach) – Regie: Fritz Wisten (Volksbühne Berlin)
- 1961: Robert Adolf Stemmle/Erich Engel: Affäre Blum (Gabler) – Regie: Hagen Mueller-Stahl (Volksbühne Berlin)
- 1962: Konstantin Simonow: Der Vierte – Regie: Lothar Bellag (Volksbühne Berlin – Theater im III. Stock)
- 1962: Gerhart Hauptmann: Florian Geyer (Tellermann) – Regie: Wolfgang Heinz (Volksbühne Berlin)
- 1964: Robert Planchon nach Alexandre Dumas der Ältere: Die drei Musketiere (Musketier) – Regie: Rudolf Vedral (Volksbühne Berlin)
- 1968: Armand Gatti: V wie Vietnam – Regie: Hans-Joachim Martens/Wolfgang Pintzka (Volksbühne Berlin)
- 1968: Dario Fo: Siebentens: Stiehl ein bißchen weniger (Totengräber) – Regie: Wolfgang Pintzka (Volksbühne Berlin)
- 1968: William Shakespeare: Die lustigen Weiber von Windsor (Französischer Arzt) – Regie: Harald Engelmann/Hans-Joachim Martens/Volkmar Neumann (Volksbühne Berlin)
- 1973: Tirso de Molina: Don Gil von den grünen Hosen (Don Celio) – Regie: Brigitte Soubeyran (Volksbühne Berlin)
- 1977: Walentin Katajew: Veilchen – Regie: Edwin Marian (Volksbühne Berlin – Theater im 3. Stock)
- 1980: Georg Kaiser: Von morgens bis mitternachts (Heilsarmeemädchen) – Regie: Uta Birnbaum (Volksbühne Berlin)

## Hörspiele

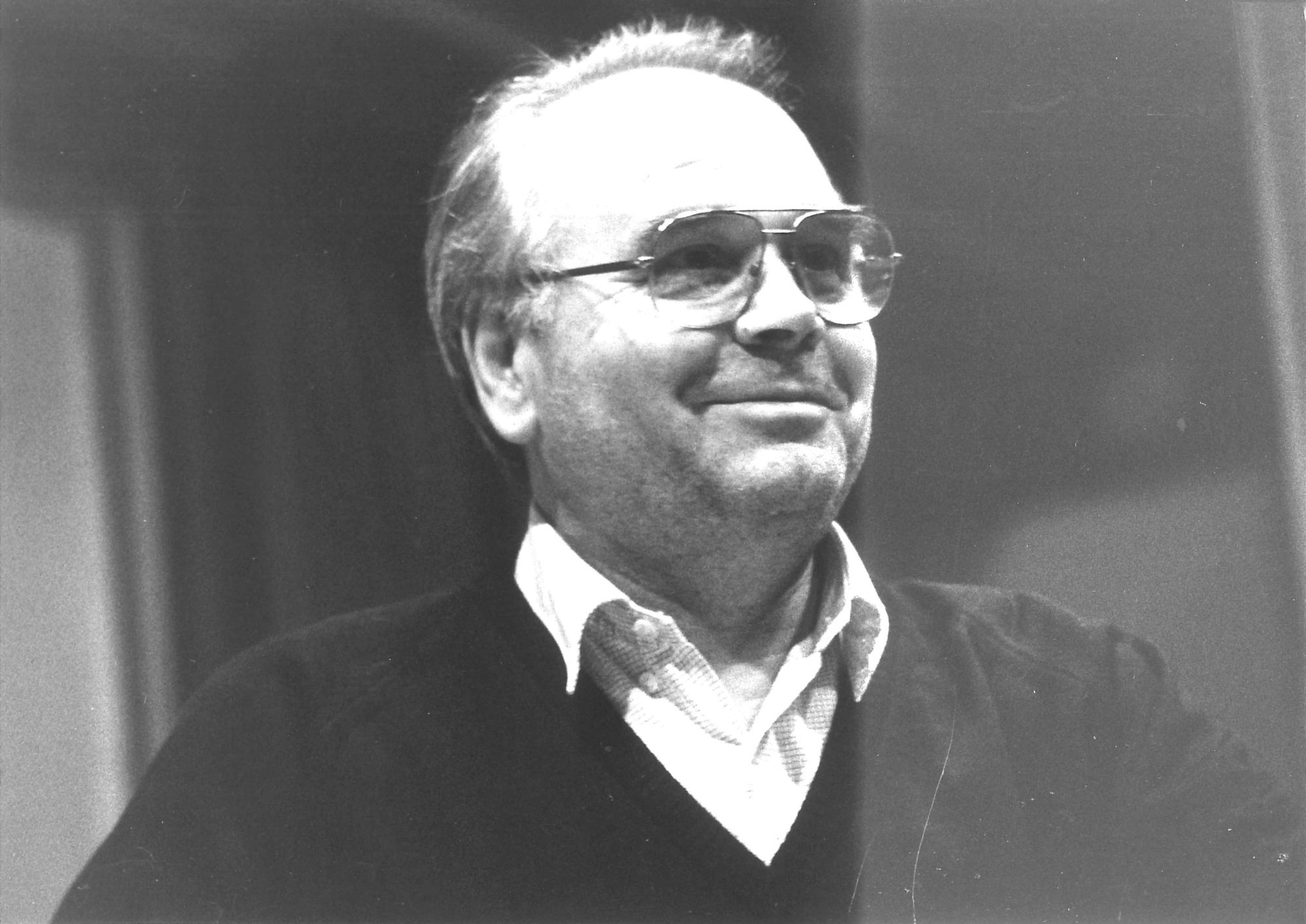
Edwin Marian Anfang der 1990er-Jahre im Hörspielstudio, Porträtaufnahme von Werner Bethsold

- 1953: Friedrich Wolf: Krassin rettet Italia – Regie: Joachim Witte (Hörspiel – Berliner Rundfunk)
- 1954: Johannes R. Becher: Die Winterschlacht – Regie: Hedda Zinner (Rundfunk der DDR)
- 1956: Wolfgang Weyrauch: Die japanischen Fischer (Susuhi) – Regie: Hans Goguel (Hörspiel – Rundfunk der DDR)
- 1957: Günther Weisenborn: Reiherjäger (1. Reiherjäger) – Regie: Werner Stewe (Rundfunk der DDR)
- 1957: Wsewolod Wischnewski: Die Straße des Soldaten (Ssyssojew) – Regie: Wolfgang Schonendorf (Rundfunk der DDR)
- 1957: Gerhard Stübe/Hans Busse: Der Schellenmann – Regie: Joachim Witte (Rundfunk der DDR)
- 1958: Günther Weisenborn: Yang-Tse-Kiang (Student Kuo) – Regie: Werner Stewe (Rundfunk der DDR)
- 1958: Bruno Apitz: Nackt unter Wölfen – Regie: Joachim Witte (Rundfunk der DDR)
- 1959: Hasso Grabner: Wer verschenkt schon seinen Sieg (Friedel) – Regie: Wolfgang Schonendorf (Rundfunk der DDR)
- 1961: Horst Girra: Feuersalamander (Fred Seifert) – Regie: Detlev Witte (Hörspiel – Rundfunk der DDR)
- 1962: Manfred Bieler: Die linke Wand (Zuchthaus-Aufseher) – Regie: Werner Grunow (Rundfunk der DDR)
- 1963: Alexander Ostrowski: Der Wald (Bulanow) – Regie: Hans Knötzsch (Hörspiel – Rundfunk der DDR)
- 1964: Gerhard Stübe: Cicero contra Schellhase (Pukanow) – Regie: Helmut Molegg (Hörspiel – Rundfunk der DDR)
- 1964: Martine Monod: Normandie-Njemen – Bearbeitung und Regie: Fritz Göhler (Kinderhörspiel – Rundfunk der DDR)
- 1967: Petko Todorow: Die Drachenhochzeit (Djemen) – Regie: Wolfgang Brunecker (Hörspiel – Rundfunk der DDR)
- 1968: Hans Pfeiffer: Dort unten in Alabama (Lester Carter) – Regie: Wolfgang Brunecker (Hörspiel – Rundfunk der DDR)
- 1971: Heinrich Mann: Die Vollendung des Königs Henri Quatre – Regie: Fritz Göhler (Hörspiel – Rundfunk der DDR)
- 1973: Otto Marquardt: Chile im September (Gandora) – Regie: Horst Liepach
- 1974: Augusto Boal: Torquemada (Falscher Japaner) – Regie: Peter Groeger (Hörspiel – Rundfunk der DDR)
- 1975: Gerhard Rentzsch: Der Nachlaß (Bademeister) – Regie: Joachim Staritz (Hörspiel – Rundfunk der DDR)
- 1976: Wassili Schuschin: Energische Leute (Schwarzkopf) – Regie: Wolfgang Schonendorf (Hörspiel – Rundfunk der DDR)
- 1976: Roald Dahl: Der Mantel (Pfandleiher) – Regie: Joachim Staritz (Kriminalhörspiel – Rundfunk der DDR)
- 1976: Antonio Skármeta: Die Suche (Ernesto) – Regie: Joachim Staritz (Hörspiel – Rundfunk der DDR)
- 1977: Gerd Zebahl: Kumpane (Tete) – Regie: Fritz-Ernst Fechner (Kriminalhörspiel/Kurzhörspiel – Rundfunk der DDR)
- 1978: Isaak Babel: Maria (Bischonkow) – Regie: Joachim Staritz (Hörspiel – Rundfunk der DDRk)
- 1979: Wibke Martin: Die Bürgen (Pengis Vater) – Regie: Joachim Staritz (Hörspiel – Rundfunk der DDR)
- 1979: Joachim Goll: Der Hund von Rackerswill (Tankwart) – Regie: Werner Grunow (Hörspiel – Rundfunk der DDR)
- 1980: Michail Bulgakow: Die Kabale der Scheinheiligen (Narr) – Regie: Werner Grunow (Hörspiel – Rundfunk der DDR)
- 1980: Georg Büchner: Dantons Tod (Bürger und Henker) – Regie: Joachim Staritz (Hörspiel – Rundfunk der DDR)
- 1980: Elisabeth Panknin: Prinz Rosenrot und Prinzessin Lilienweiß oder die bezauberte Lilie (Zauberer) – Regie: Joachim Staritz (Kinderhörspiel – Rundfunk der DDR)
- 1980: Fritz Rudolf Fries: Der fliegende Mann – Regie: Horst Liepach (Biographie – Rundfunk der DDR)
- 1993: Andreas Berger: Bankraub (Ed) – Regie: Joachim Staritz (Kriminalhörspiel – MDR)
- 1998: Michail Bulgakow: Der Meister und Margarita – Regie: Petra Meyenburg (Hörspiel (30 Teile) – MDR)
- 1999: Isaak Babel: Die Reiterarmee (Pan Apolek) – Regie: Joachim Staritz (Hörspiel (3 Teile) – MDR/DLR)